# Sportwagenrennen Varese 1947, 2. Rennen

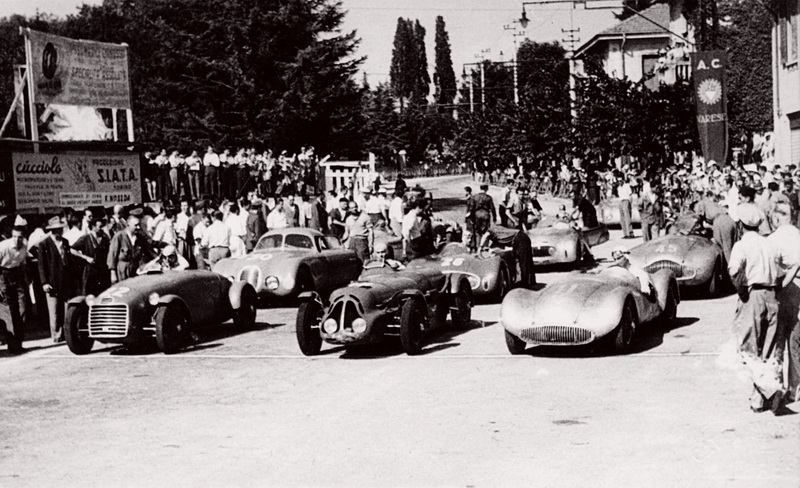
Rennstart, links vorne der Ferrari 125 Spyder mit dem Franco Cortese den vierten Sieg in Folge für die Scuderia Ferrari gelang

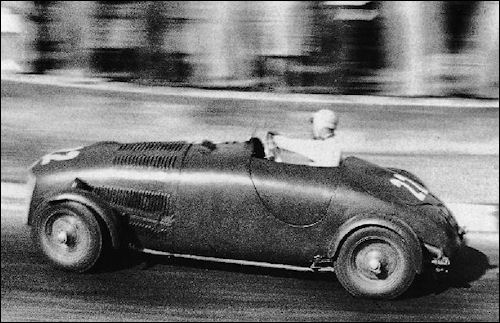
Franco Cortese bei seiner Siegesfahrt

Das Sportwagenrennen Varese 1947, auch Varese Circuit Colle Campigli,  and am 29. Juni auf einem Rundkurs in Varese statt und zählte zur italienischen Sportwagen-Meisterschaft dieses Jahres.

## Das Rennen
Zwei Wochen nach seinem Erfolg beim Sportwagenrennen in Vigevano siegte Franco Cortese mit dem Werks-Ferrari 125 Spyder auch auf dem Circuito del Colle dei Campigli und sicherte sich nach den Triumphen in Rom und Vercelli seinen vierten Gesamtsieg bei einem Rennen zur italienischen Sportwagenmeisterschaft in Folge.
Auch bei dieser Veranstaltung wurde am Tag mehr als ein Rennen gestartet. Erst waren die Rennfahrzeuge bis 0,75-Liter-Hubraum am Start. Dort siegte Sesto Leonardi auf einem Stanguellini S750. Dann folgten die Wagen ab 0,75-Liter-Hubraum. Nach einer Fahrzeit von 1:28:52,400 Stunden gewann Cortese vor Vincenzo Auricchio und Francesco Nissotti, die beide einen Stanguellini S1100 pilotierten.

## Ergebnisse

### Schlussklassement
| 1           | S 1.5   | 22 | Scuderia Ferrari   | Franco Cortese      | Ferrari 125 Spyder Corsa | 40 |
| 2           | S 1.1   | 11 | Vincenzo Auricchio | Vincenzo Auricchio  | Stanguellini S1100       | 40 |
| 3           | S 1.1   | 45 |                    | Francesco Nissotti  | Stanguellini S1100       | 39 |
| 4           |         |    |                    | Gino Torelli        | Fiat 1100                | 39 |
| 5           | S + 1.5 | 38 | Renato Balestrero  | Renato Balestrero   | Stanguellini 2800SN      | 39 |
| Ausgefallen |         |    |                    |                     |                          |    |
| 6           |         |    |                    | Testi               | Fiat 1100                |    |
| 7           |         |    |                    | Dante Spreafico     | Fiat 1100                |    |
| 9           |         |    |                    | Luigi Valenzano     | Fiat 1100                |    |
| 9           |         |    |                    | Francesco Carnevali | Fiat 1100                |    |
| 10          |         |    |                    | Giuseppe Azzi       | Lancia Aprilia           |    |
| 11          |         |    |                    | Felice Bonetto      | Fiat 1100                |    |
| 12          |         | 30 |                    | Luigi Villoresi     | Maserati 2000            |    |
| 13          |         |    |                    | Nino Rovelli        | BMW 328                  |    |
| 14          |         |    |                    | Giovanni Bracco     | Maserati 1500            |    |
| 15          |         | 7  |                    | Guido Scagliarini   | Stanguellini SN1100      |    |

### Nur in der Meldeliste
Zu diesem Rennen sind keine weiteren Meldungen bekannt.

### Klassensieger
| Klasse  | Fahrer             | Fahrzeug                 | Platzierung im Gesamtklassement |
| ------- | ------------------ | ------------------------ | ------------------------------- |
| S + 1.5 | Renato Balestrero  | Stanguellini 2800SN      | Rang 5                          |
| S 1.5   | Franco Cortese     | Ferrari 125 Spyder Corsa | Gesamtsieg                      |
| S 1.1   | Vincenzo Auricchio | Stanguellini S1100       | Rang 2                          |

### Renndaten
- Gemeldet: 15
- Gestartet: 15
- Gewertet: 15
- Rennklassen: 3
- Zuschauer: unbekannt
- Wetter am Renntag: unbekannt
- Streckenlänge: 3,600 km
- Fahrzeit des Siegerteams: 1:28:52,400 Stunden
- Gesamtrunden des Siegerteams: 40
- Gesamtdistanz des Siegerteams: 144,000 km
- Siegerschnitt: 97,102 km/h
- Schnellste Trainingszeit: Franco Cortese – Ferrari 125 Spyder Corsa (#22)
- Schnellste Rennrunde: Franco Cortese – Ferrari 125 Spyder Corsa (#22)
- Rennserie: 15. Lauf der Italienischen Sportwagen-Meisterschaft 1947